# Ephestiopsis
Ephestiopsis is een geslacht van vlinders van de familie snuitmotten (Pyralidae), uit de onderfamilie Phycitinae.

## Soorten
- E. bipunctalis Hampson, 1896
- E. brahma Roesler & Kuppers, 1981
- E. oenobarella (Meyrick, 1879)
- E. poliella Lower, 1905
- E. shiva Roesler & Kuppers, 1981
- E. vishnu Roesler & Kuppers, 1981